# شن کچین
شن کچین (انگلیسی: Shen Keqin؛ زادهٔ ۱۹ مهٔ ۱۹۵۸) بازیکن والیبال اهل چین بود. وی در بازی‌های المپیک تابستانی ۱۹۸۴ شرکت کرده‌است.